# Liste des œuvres d'Eddy Paape
Lorsqu'il n'y a pas de précision, Eddy Paape est le dessinateur et son collaborateur le scénariste.

## Revues
- Jean Valhardi, dans Spirou :

1. Les Rubens, avec Jean Doisy, 1946-1947.
2. Sur le Rail, avec Jean Doisy, 1946. Publié dans l'Almanach 47.
3. Valhardi et Jacquot détectives, 1947-1949.
4. Le Roc du diable, 1949.
5. À la poursuite de Max Clair, avec Yvan Delporte, 1949-1950.
6. Jean Valhardi chez les êtres de la forêt, avec Yvan Delporte, 1950-1951.
7. Jean Valhardi contre le monstre, avec Jean-Michel Charlier, 1951-1952.
8. Le Rayon de la mort, avec Jean-Michel Charlier, 1952-1953.
9. La Machine à conquérir le monde, avec Jean-Michel Charlier, 1953-1954.

- Grenouille, avec Foncine, dans Bayard :

1. Grenouille de la Première. Les Halles, 1951.
2. Grenouille en Bretagne, 1951-1952.

- Les Belles Histoires de l'oncle Paul (dessin), avec plusieurs scénaristes, 90 histoires dans Spirou, 1951-1966 :

- Le Faucon noir, avec Bernard, dans Bayard, 1952-1953.
- Thierry de Royaumont, avec Quimper, dans Bayard :

1. Le Secret de l'émir. Première partie, 1953-1954.
2. Le Secret de l'émir. Deuxième partie : Leïla, 1954.
3. La Couronne d'épines, 1955.
4. L'Ombre de Saîno, 1957-1958.
5. Pour sauver Leila, 1958-1959.

- Chrétiens du Viet Nam, avec To, dans Bayard, 1956.
- Les Sept Samouraï, avec Mérou, dans Bayard, 1956-1957.
- Mic et Mac, avec Petit-Duc, dans Bayard :

1. Mic et Mac, 1957.
2. Mic et Mac 2, 1957-1958.
3. Mic et Mac 3, 1958.
4. Nouvelles aventures, 1960-1961.

- Baldur, avec D'Izieu, dans Bayard, 1958.
- La Jeunesse de Winston Churchill, avec Octave Joly, dans Spirou, 1958-1959.
- Marc Dacier, avec Jean-Michel Charlier, dans Spirou :

1. Marc Dacier, 1958-1959.
2. À la poursuite du soleil !, 1959.
3. Au-delà du Pacifique, 1959-1960.
4. Les Secrets de la mer de corail, 1960.
5. Le Péril guette sous la mer, 1960-1961.
6. Les Sept Cités de Cibola, 1961-1962.
7. La Main noire, 1962-1963.
8. L'Abominable Homme des Andes, 1963.
9. L'Empire du soleil, 1963-1964.
10. Les Négriers du ciel, 1964.
11. Chasse à l'homme, 1964-1965.
12. L'Or du « Vent d'Est », 1965-1966.
13. Le Train fantôme, 1967.

- Neuf récits courts avec divers scénaristes dans Pilote, 1959-1966.
- Jeux dans Pilote, 1961-1965. Sous la signature « Péli ».
- Six récits courts dans Record, 1962-1963.
- Pathos de Setungac, avec Victor Hubinon, quatre histoires dans Record, 1963-1965.
- 32 récits courts, avec divers scénaristes, dans Tintin, 1965-1972 ; 1979.
- Luc Orient, avec Greg, dans Tintin :

1. Les Dragons de feu, 1967.
2. Les Soleils de glace, 1967.
3. Le Maître de Terango, 1968.
4. La Planète de l'angoisse, 1968-1969.
5. La Forêt d'acier, 1969.
6. Le Secret des sept lumières, 1970.
7. Le Cratère aux sortilèges, 1971.
8. La Légion des anges maudits, 1971-1972.
9. 24 Heures pour la planète Terre, 1972-1973.
10. Le Sixième Continent, 1973-1974.
11. La Vallée des eaux troubles, 1974.
12. La Porte de cristal, 1975-1976.
13. L'Enclume de la foudre, 1977.
14. Le Rivage de la fureur, 1980.
15. « La Vengeance », 1980. Dans Super Tintin n°8.
16. « Les Rayons de feu du soleil », 1981. Dans Super Tintin n°14.
17. Roubak, ultime espoir, 1983.
18. Caragal, 1984.

- Voulez-vous jouer avec Toah ?, avec André-Paul Duchâteau, 35 pages dans Tintin, 1969-1970.
- Tommy Banco, avec Greg, dans Tintin :

1. Territoire zéro, 1970.
2. Dix Ans d'ombre, 1972.

- Yorik des tempêtes, avec André-Paul Duchâteau, 6 récits courts dans Tintin, 1971.
- Val Fruit : Val capitaine de l'espace, avec Yves Duval, dans Tintin, 1971.
- Udolfo, avec André-Paul Duchâteau, dans Tintin :

1. La Montre aux sept rubis, 1978.
2. Le Grimoire de Lucifer, 1980.

- Carol détective, avec André-Paul Duchâteau, dans Hello Bédé :

1. Le Contrat, 1990.
2. Mort d'une magicienne, 1991.
3. Double Vie, 1991.
4. Horror Museum, 1991.
5. La Cité des Ordinateurs, 1991.

## Albums
- Jean Valhardi, avec Jean-Michel Charlier :

Dupuis :
3. Le Château maudit, 1953.
4. Le Rayon super-gamma, 1954.
5. La Machine à conquérir le monde, 1956.
Michel Deligne :
1. Rétrospective J. Valhardi T.1, 1975.
2. Rétrospective J. Valhardi T.2, 1975.

- Marc Dacier, avec Jean-Michel Charlier, Dupuis :

1. Aventures autour du monde, 1960.
2. À la poursuite du soleil, 1961.
3. Au-delà du Pacifique, 1961.
4. Les Secrets de la mer de corail, 1962.
5. La Main noire, 1980. Première édition Michel Deligne, 1975.
6. L'Abominable homme des Andes, 1980. Première édition Michel Deligne, 1975.
7. L'Empire du soleil, 1981. Première édition Michel Deligne, 1975.
8. Le Péril guette sous la mer, 1962.
9. Les Sept cités de Cibola, 1963.
10. Les Négriers du ciel, 1981. Première édition Michel Deligne, 1976.
11. Chasse à l'homme, 1982. Première édition Michel Deligne, 1976.
12. L'Or du « Vent d'est », 1982. Première édition Michel Deligne, 1976.
13. Le Train fantôme, 1982. Première édition Michel Deligne, 1976.

- Les Hommes célèbres, 21 mini-albums publicitaires pour mes cafés Mokalux-Martin-Caïffa, 1965.
- Luc Orient, avec Greg, Dargaud / Le Lombard :

1. Les Dragons de feu, 1969.
2. Les Soleils de glace, 1970.
3. Le Maître de Terango, 1971.
4. La Planète de l'angoisse, 1972.
5. La Forêt d'acier, 1973.
6. Le Secret des 7 lumières, 1974.
7. Le Cratère aux sortilèges, 1974.
8. La Légion des anges maudits, 1975.
9. 24 Heures pour la planète Terre, 1975.
10. Le 6e Continent, 1976.
11. La Vallée des eaux troubles, 1976.
12. La Porte de cristal, 1977.
13. L'Enclume de la foudre, 1978.
14. Le Rivage de la fureur, 1981.
15. Roubak - Ultime espoir, 1984.
16. Caragal, 1985.
17. Les Spores de nulle part, 1990.

- Tommy Banco :

1. Dix ans d'ombre, avec Jean Roze, Le Lombard - Dargaud, 1973.
2. Territoire « Zéro », avec Greg, Le Lombard - Dargaud, 1974.
3. Tir sans sommation, avec Jean Roze, Bédéscope, 1979.

- Yorik, avec André-Paul Duchâteau :

1. Yorik des tempêtes, Le Lombard - Dargaud, 1975.
2. Mes Naufrageurs, Jonas, 1980.

- André Lefort : L'Énigme du diadème d'or, avec Jean-Michel Charlier, Bédéscope, 1978.
- La Vie prodigieuse de Winston Churchill, avec Octave Joly, Michel Deligne :

1. Le Jeune lion, 1978.
2. V comme Victoire, 1978.

- Udolfo : La Montre aux sept rubis, avec André-Paul Duchâteau, Jonas, 1980.
- Les Jardins de la peur (dessin avec Sohier), avec Jean Dufaux (scénario) et Béatrice Monnoyer (couleurs) :

1. Le Caveau hardwood, Dargaud, 1988.
2. Le Retour de Lady Mongo, Dargaud, 1989.
3. Les Cauchemars de Nils Fallon, Les Humanoïdes Associés, 1991.

- Carol détective, avec André-Paul Duchâteau :

1. Les Hallucinés, Le Lombard, 1991.
2. Mission Atlantide, Loup, 2001.

- Johnny Congo, avec Greg, Lefrancq :

1. La Rivière écarlate, 1992.
2. La Flèche des ténèbres, 1993.

- Les Misérables - Jean Valjean, avec Michel Deligne, Le droit d'écrire, 1995.
- Les Meilleures Histoires de Paape et Duval, avec Yves Duval, Loup, 2001.
- Le Porte-bonheur, avec Laurette Beer, Salleck Publications, 2002.
- Val, Capitaine de l'espace, avec Yves Duval, JD, 2006.
- Pathos de Setungac, avec Hubinon, JD :

1. Au service du Roy, 2006.
2. Derniers services au Roy, 2007.